# Waldemar Siemaszko
Waldemar Siemaszko (ur. 20 sierpnia 1931, zm. 10 lutego 1994) – ratownik GOPR, przewodnik sudecki, lawinoznawca, absolwent Instytutu Lawinowego w Davos, wieloletni gospodarz jednego z najbardziej popularnych i rozpoznawalnych schronisk w Polsce – Samotni, które w uznaniu zasług nazwano jego imieniem.

## Życiorys
Urodził się na Wileńszczyźnie, którą opuścił wraz z rodzicami w roku 1939 uciekając przed sowiecką nawałą. W roku 1945 rodzina Siemaszków osiedliła się w Lubaniu, gdzie Waldemar ukończył szkołę podstawową i średnią oraz działał w harcerstwie.
W latach 50. przeniósł się do Cieplic, rozpoczął działalność w PTTK, GOPR i Klubie Wysokogórskim. Zdobył uprawnienia przewodnika sudeckiego i ratownika górskiego oraz Instruktora Ratownictwa Górskiego. W latach 1955–1962 pracował jako etatowy ratownik GOPR. W roku 1965 ukończył Studium Ekonomiki i Organizacji Turystyki broniąc pracy „Przewodnictwo oraz ratownictwo górskie w Karkonoszach”. Opracowanie to jest skarbnicą wiedzy o początkach ratownictwa i przewodnictwa karkonoskiego. Jest często cytowane w pracach dotyczących regionu. W roku 1962 Waldemar Siemaszko założył rodzinę i objął schronisko PTTK „Kochanówka” przy wodospadzie Szklarki.
Pracę w schronisku Samotnia podjął w 1966 roku. Dzięki niemu obiekt bliski ruiny został doprowadzony do stanu nazywanego perłą Karkonoszy.
Wybudował tu pierwszą w polskim schronisku biologiczną oczyszczalnię ścieków, zmodernizował system ogrzewania z koksowego na olejowy, adaptował jedno z pomieszczeń zaplecza na jedną z pierwszych w kraju, w tamtych czasach (1973), samoobsługową narciarnię, wybudował garaż na pierwszy w Karkonoszach kanadyjski skuter śnieżny, dbał, aby obiekt sprostał wymaganiom ekologicznym. Samotnia pod jego kierownictwem przeżyła rozkwit i stała się jednym z najczęściej odwiedzanych i nagradzanych schronisk i obiektów turystycznych w kraju.
Waldemar Siemaszko zmarł 10 lutego 1994 r. w wyniku obrażeń doznanych w wypadku samochodowym. Auto terenowe, którym zjeżdżał oblodzoną drogą do Karpacza, wypadło z drogi na zakręcie w okolicach Świątyni Wang i runęło w dół z kilkumetrowej skarpy.